# Whom the Gods Would Destroy (film 1919)
Whom the Gods Would Destroy è un film muto del 1919 diretto da Frank Borzage. La sceneggiatura si basa su Humanity, racconto di Charles R. Macauley e Nan Blair (di cui non si conosce la data di pubblicazione).

## Trama

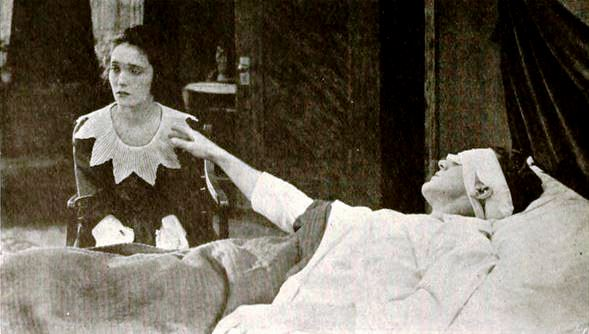
Pauline Starke

Un giovane inventore che ha scoperto un nuovo potente esplosivo viene indotto a recarsi in Germania per studiare in un'università tedesca. Ma lì non riesce a integrarsi, respinto da alcuni aspetti della gente, e parte per il Belgio. Scoppiata la guerra, l'inventore salva la figlia di un borgomastro dall'aggressione degli invasori. Lui e la ragazza patiscono grandi sofferenze a causa della guerra ma, insieme, riescono a superare tutto: fame, patimenti, orrori, trovando alla fine la felicità. Le nazioni uscite dal conflitto mondiale dirigono ora i loro sforzi per portare la pace nel mondo, riunite alla conferenza di Parigi. Ma, a Monaco di Baviera, si preparano tragici avvenimenti, preannunciati dall'assassinio di Kurt Eisner.

## Produzione
Ispirato agli ideali del presidente Woodrow Wilson nei confronti di una Società delle Nazioni, permanente, il film fu girato negli Universal City studios con il titolo di lavorazione Humanity, che era anche il titolo della storia su cui si basa la sceneggiatura del film, storia che probabilmente non venne mai pubblicata e che era un adattamento del racconto Sinn Fein di Cyrus Townsend Brady.
La pellicola fu colorata a mano da Watterson Rothacker nei laboratori della Rothacker Film Manufacturing Company. Fu il primo dei film prodotti dalla C. R. Macauley Photoplays. Alcune fonti riportano come titolo del film quello di Whom the Gods Destroy.

## Distribuzione
Distribuito dalla First National Exhibitors' Circuit, il film uscì nelle sale statunitensi il 15 aprile 1919.
Non si conoscono copie ancora esistenti della pellicola che viene considerata presumibilmente perduta.